# Morti nel 926
| Questa pagina contiene informazioni ricavate automaticamente dalle voci biografiche con l'ausilio del template Bio e di un bot. L'aggiornamento è periodico e automatico e ricostruisce completamente la pagina. Se manca una persona in questa lista, sei pregato di non aggiungerla, ma accertati piuttosto che la sua voce biografica contenga il template Bio e che i dati anagrafici siano correttamente compilati. Se il template Bio manca, inseriscilo tu stesso o, in alternativa, metti l'avviso {{tmp\|Bio}} che ne segnala la mancanza. Se i dati riportati sono sbagliati, correggi direttamente la voce biografica; le modifiche saranno visibili in questa lista entro pochi giorni. Per chiarimenti vedi il progetto biografie. La lista contiene solo le 7 persone che sono citate nell'enciclopedia e per le quali è stato implementato correttamente il template Bio. Pagina aggiornata al 10 mag 2025. |

- 28 aprile - Burcardo II di Svevia, nobile tedesco
- 1º maggio - Viborada di San Gallo, monaca cristiana e santa svizzera
- 16 dicembre - Guglielmo II di Aquitania, duca
- Audace, vescovo italiano
- Rabia Balkhi, scrittrice, poetessa e artista persiana (n. 856)
- Diego Fernandes, conte del Portogallo, militare spagnolo
- Helgaud de Montreuil, conte franco